# Kościół Najświętszego Serca Pana Jezusa w Krakowie (ul. Warszawska)
Kościół Najświętszego Serca Pana Jezusa – zabytkowy rzymskokatolicki kościół konwentualny szarytek znajdujący się w Krakowie, w dzielnicy I Stare Miasto przy ul. Warszawskiej 8, na Kleparzu.
Kościół i klasztor zostały zbudowane w latach 1869–1871 według projektu Filipa Pokutyńskiego w stylu neoromańskim na miejscu zburzonego w 1871 roku kościoła śś. Szymona i Judy.
Jest to jednonawowa świątynia z transeptem i niewielkim prezbiterium zamkniętym absydą. Kościół jest wkomponowany w zabudowę klasztoru i praktycznie niewidoczny od strony ulicy. Wewnątrz znajduje się krypta, w której pochowano fundatora klasztoru biskupa Ludwika Łętowskiego.

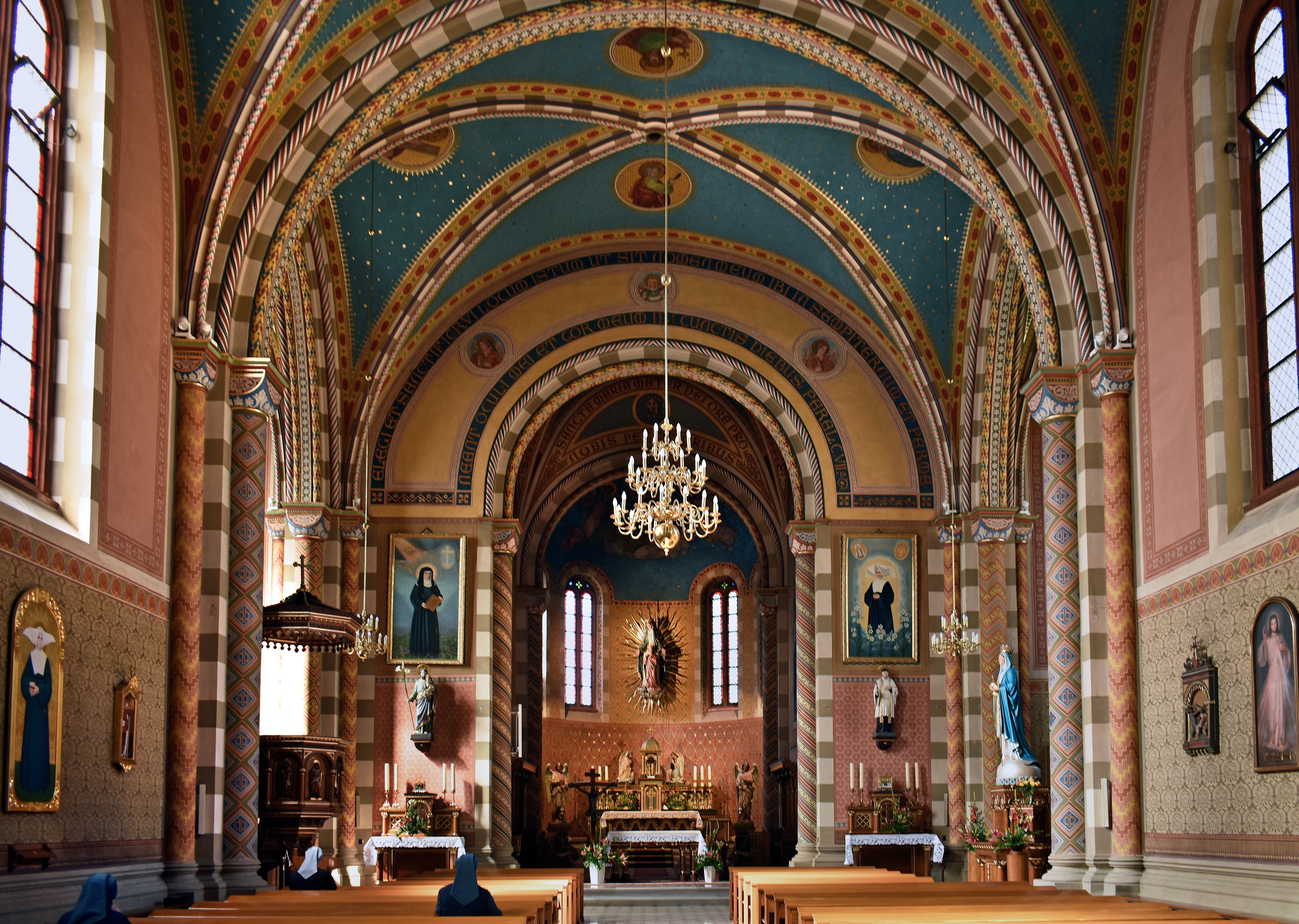
Wnętrze kościoła.